# ハイキンポウゲ
ハイキンポウゲ（学名：Ranunculus repens）は、キンポウゲ科キンポウゲ属の顕花植物で、ヨーロッパ、アジア、アフリカ北西部等が原産である。英語では、creeping buttercupの他、creeping crowfootやsitfastと呼ばれる。

## 外見
匍匐茎を持つ多年生草本植物で、高さ50cmまで成長する。根が出て節から新しい植物が生える平伏茎と、それよりもいくらか直立した、花を咲かせる茎の両方を持つ。根出葉は複葉で、4-20cmの長い葉柄の先に長さ1.5-8cmの3枚の小葉に分かれて付いている。小葉には、切れ込みが入っており、各々が葉柄を持つことで、ミヤマキンポウゲと区別される。茎の上の方の葉は小さく、葉柄は細く、槍頭型であることがある。茎と葉は、どちらも細かい毛が生えている。花は金黄色で光沢があり、直径は2-3cmである。通常、花弁は5枚で、花茎には細かい溝がある。光沢は、花弁の上面が鏡のように滑らかであることに由来する。光沢により、送粉者となる昆虫を引きつけ、また花の生殖器官の温度調節を行う。果実は、長さ2.5-4mmの痩果が房状に実る。野原や牧草地で成長し、濡れた土壌を好む。

## 生息地
農地や庭では、雑草として非常に一般的であり、匍匐茎により非常に急速に広がり、深く張った繊維状の根球によって除去しにくくなる。アイルランドでは、湿地、溝、浸水地域等で一般的である。

## 栽培と利用
ハイキンポウゲは、世界の多くの地域で観葉植物として販売されており、また現在では世界の多くの地域で侵入種となっている。
キンポウゲ属の多くの種と同様にハイキンポウゲは有毒であるが、干し草として乾燥させると毒はなくなる。苦味を持つため、ウシは食べるのを避け、草が無くなった周囲に匍匐茎を広げて繁殖する。また、干し草の輸送でも分布域を広げる。この植物の植物生体液に触れると、皮膚の水ぶくれが生じる。

## 語源
属名のRanunculusは、「小さいカエル」を意味する'rana'の指小辞であり、この属の多くの種の分布域が両生類の生息地と重なることを意味する。
種小名のRepensは、「忍び寄る」「匍匐」という意味である。